# Shangbaishi
Shangbaishi (kinesiska: 上白石) är en köping i sydöstra Kina. Den ligger i Fu'an i staden Ningde i provinsen Fujian, omkring 140 kilometer norr om provinshuvudstaden Fuzhou. Antalet invånare är 12 397. Befolkningen består av 5 875 kvinnor och 6 522 män. Barn under 15 år utgör 13,0 %, vuxna 15-64 år 72 %, och äldre över 65 år 13,0 %.